# Turenne (plaats)
Turenne is een gemeente in het Franse departement Corrèze (regio Nouvelle-Aquitaine). De plaats maakt deel uit van het arrondissement Brive-la-Gaillarde. Turenne is lid van Les Plus Beaux Villages de France. De gemeente telde 803 inwoners op 1 januari 2022.

## Historie
In 823 is er voor het eerst spraken van heren van adel in Turenne. Na de Kruistochten heeft Turenne een feodale status en groeit uit tot een van de grootste domeinen van Frankrijk in 14e eeuw.
Turenne is een burchtstadje, gebouwd op een steile heuvel. Het meest in het oog springt de burcht op de top van de heuvel, met de César toren (12e eeuw). Daarnaast heeft de burcht een tweede toren, de zogenaamde klokkentoren (14e eeuw).
Henri de La Tour d’Auvergne (Turenne), burggraaf van Turenne is een van de beroemdste bewoners van het kasteel geweest.
Turenne was de tweede zoon van Hendrik de La Tour d'Auvergne, burggraaf van Turenne, hertog van Bouillon en prins van Sedan, en Elisabeth van Nassau, dochter van Willem de Zwijger.

## Geografie
De oppervlakte van Turenne bedroeg op 1 januari 2022 28,03 vierkante kilometer; de bevolkingsdichtheid was toen 28,6 inwoners per km².
De onderstaande kaart toont de ligging van Turenne met de belangrijkste infrastructuur en aangrenzende gemeenten.

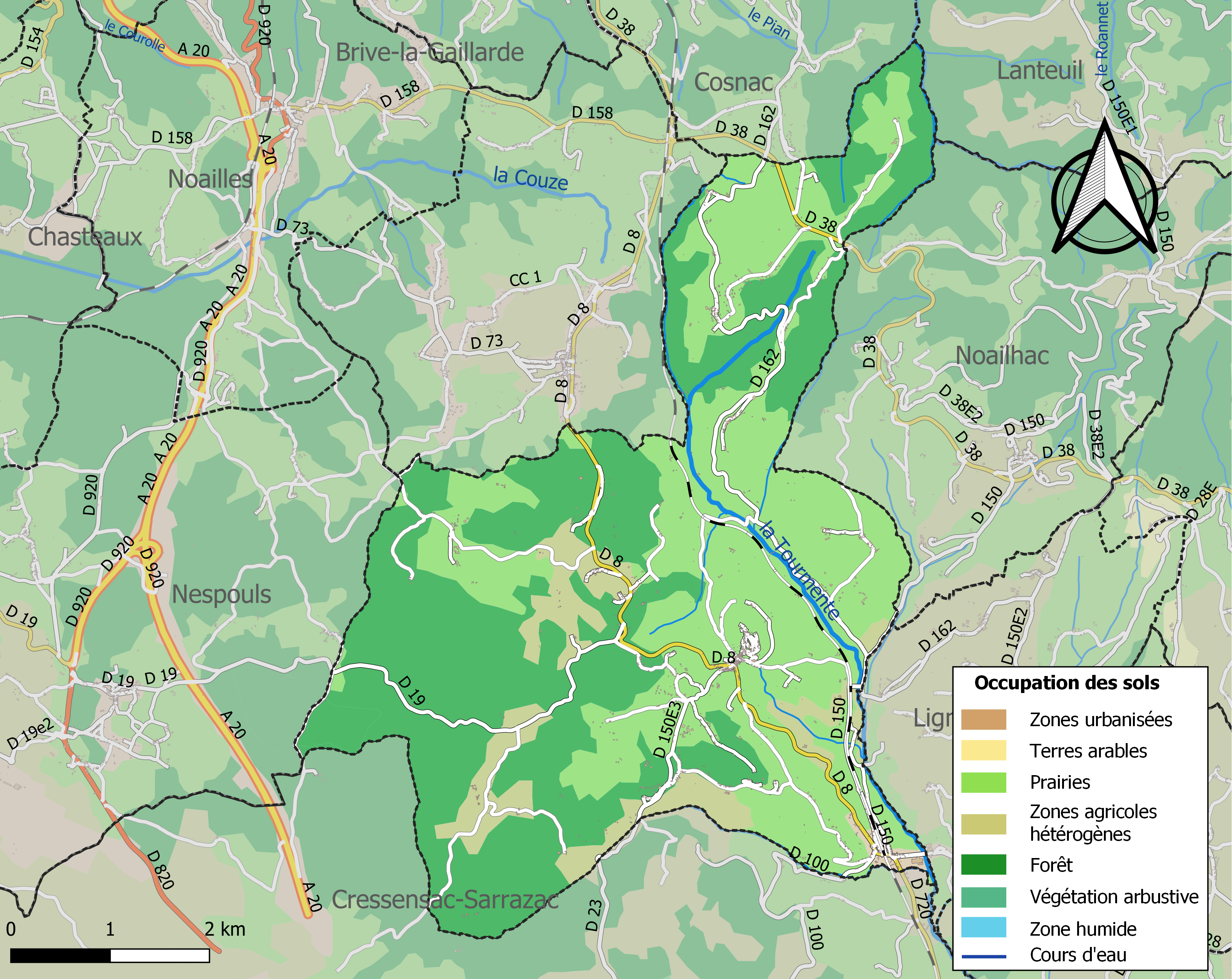

## Verkeer
In de gemeente ligt het spoorwegstation Turenne.

## Demografie
Onderstaande figuur toont het verloop van het inwonertal (bron: INSEE-tellingen).

## Afbeeldingen

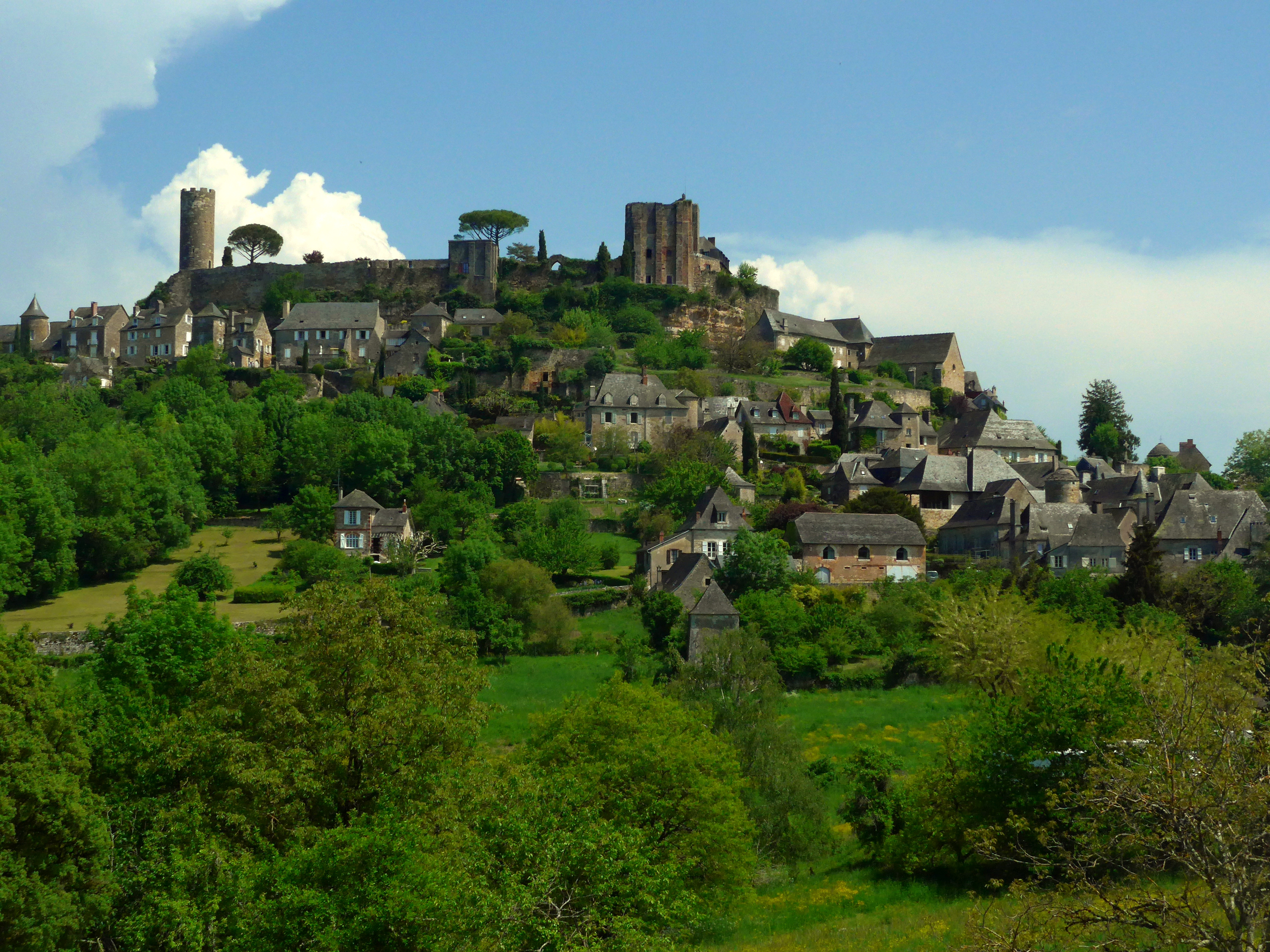
Turenne met de ruïne van het kasteel
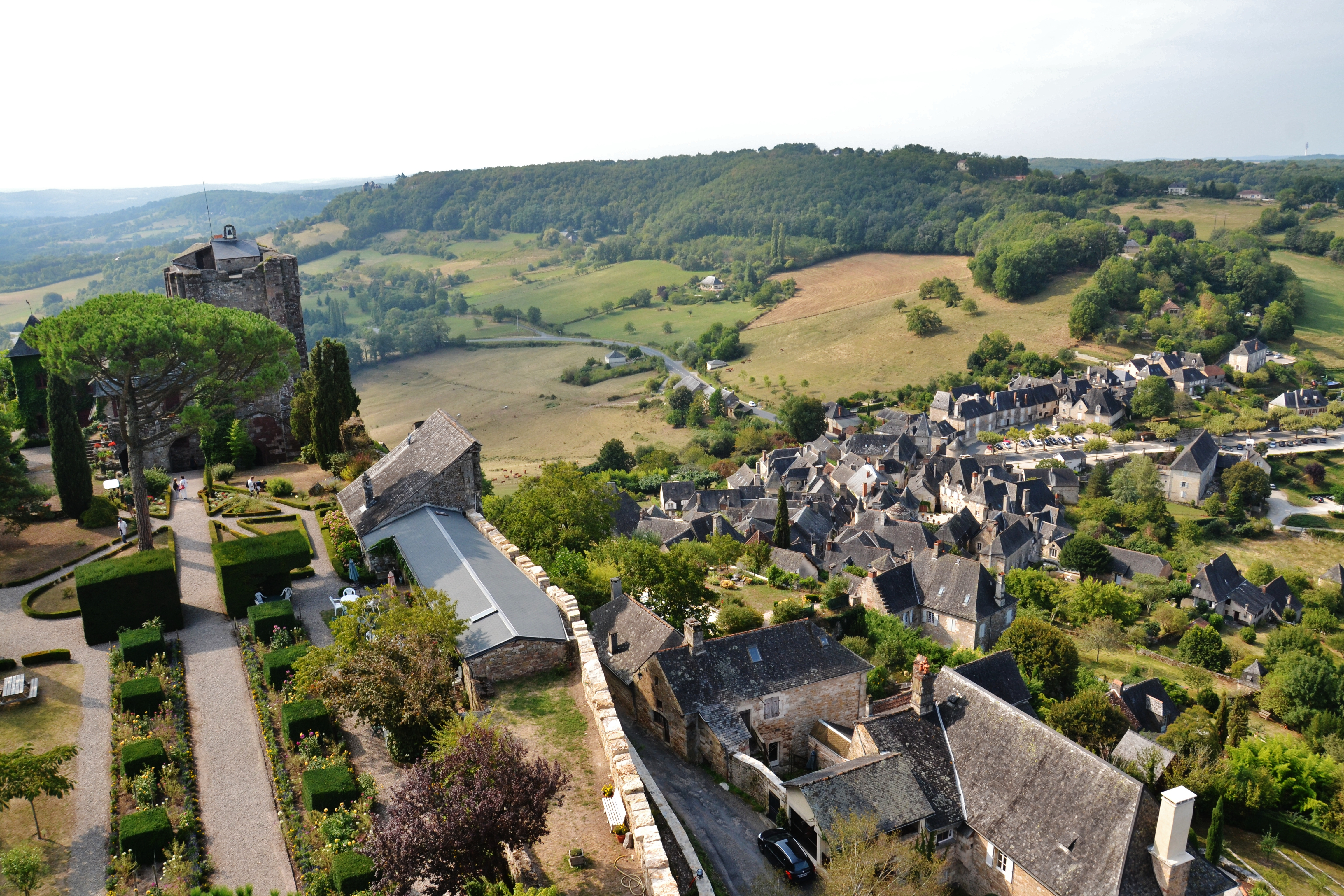
Gezicht op Turenne vanaf het kasteel
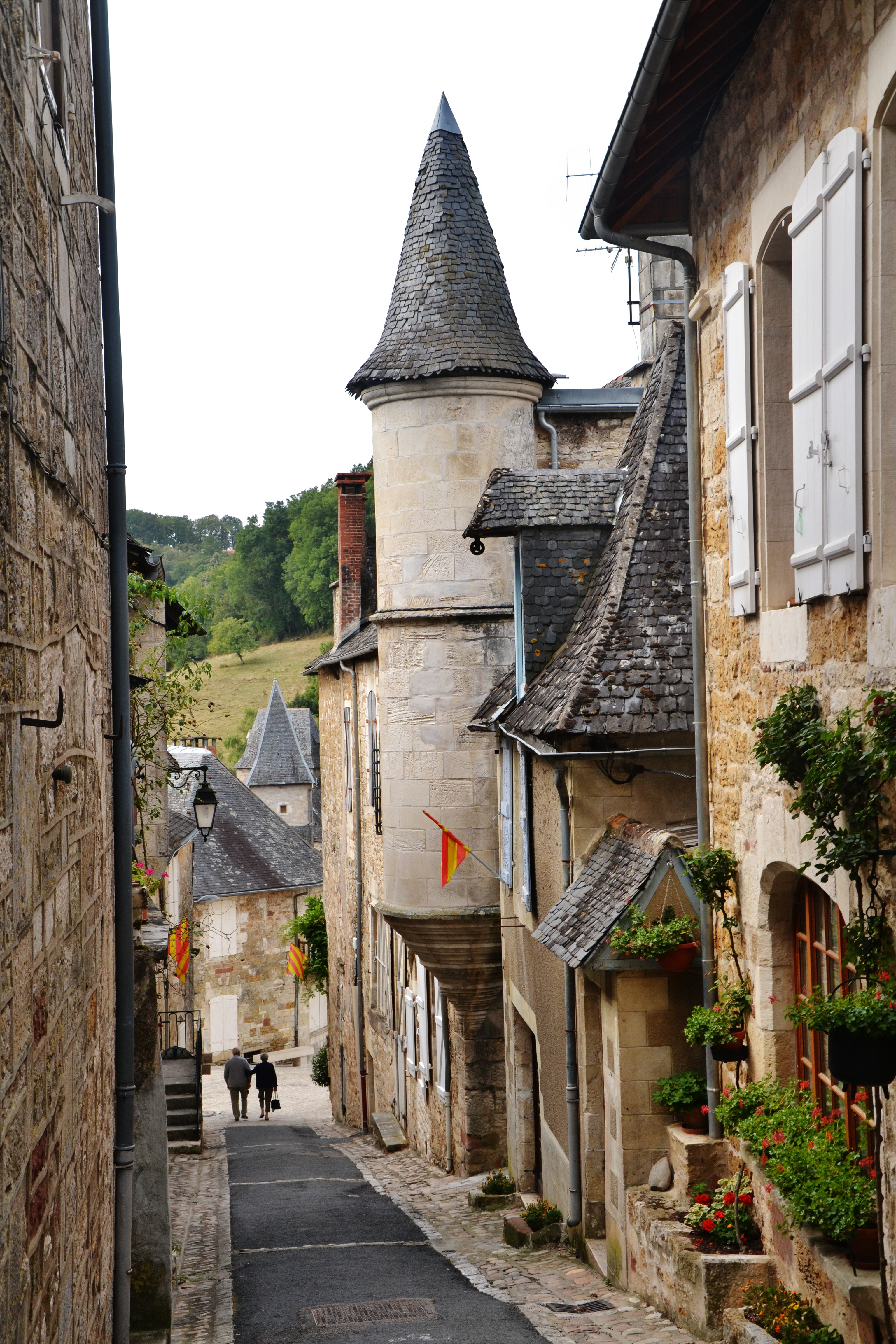
Straatje in Turenne